# Suryatmajan
Suryatmajan is een bestuurslaag in het regentschap Jogjakarta van de provincie Jogjakarta, Indonesië. Suryatmajan telt 4266 inwoners (volkstelling 2010).